# Portret Eleonory Toledańskiej z synem Giovannim
Portret Eleonory Toledańskiej z synem Giovannim, też Portret Eleonory de Toledo z synem Giovannim (wł. Ritratto di Eleonora di Toledo col figlio Giovanni) – obraz włoskiego malarza okresu manieryzmu Agnola Bronzina.

## Opis obrazu
Obraz powstał w ramach pracy artysty jako nadwornego malarza księcia Toskanii Cosimo I Medici. Dzieło przedstawia młodą żonę Eleonorę z Toledo i syna Giovanniego w wyidealizowany sposób, w sztywnej pozie. Bronzino bardzo wiernie przedstawił szczegóły strojów i elementów ubioru m.in. złotą siatkę z perłami na włosach księżnej, pasek zakończony frędzlami i perłami trzymany w lewej ręce. Kobieta ubrana jest w suknię z białego jedwabiu ozdobionego czarno-złotymi motywami granatu – symbolu płodności. Aż do 1948 roku, czyli do drugiej ekshumacji szczątków Eleonory sądzono, że w tej sukni została ona pochowana w kaplicy Medyceuszy. W rzeczywistości pochowana została w znacznie uboższej szacie

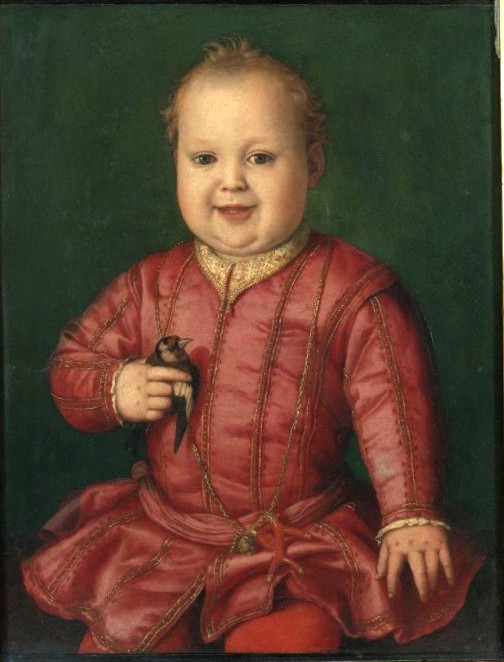
Portret Giovanniego Medyceusza (Giovanni de’ Medici) pędzla Agnola Bronzina, ok. 1545, Florencja, Galeria Uffizi

Stojące dziecko przez wiele lat było utożsamiane z siódmym synem pary książęcej – Garcią. Późniejsze badania wykazały, iż jest to syn Giovanni urodzony na dwa lata przed powstaniem obrazu. Bronzino namalował również inny portret Giovanniego, również znajdującego się w zbiorach Galerii Uffizi, gdzie dziecko trzyma w lewej ręce szczygła, a w prawej wisiorek z korala będący amuletem chroniącym dzieci przed złymi urokami.